# ستراتوو
ستراتوو (به لاتین: Stratov) یک منطقهٔ مسکونی در جمهوری چک است که در ناحیه نیمبورک واقع شده‌است. ستراتوو ۶٫۳۱ کیلومتر مربع مساحت و ۴۷۹ نفر جمعیت دارد و ۱۹۹ متر بالاتر از سطح دریا واقع شده‌است.